# Верхняя Сея
Верхняя Сея (хак. Чоғархы Сый)  — деревня в Таштыпском районе.
Расположена в горно-таежной местности, на правом берегу р. Большая Сея. Расстояние до райцентра — с. Таштып — 19 км.
Число хозяйств — 83, население — 242 чел., в т.ч. русские — 68%, хакасы — 32% (на 1.01.2004).
Год основания B.C. (первоначально посёлок) — 1957. Основное направление хозяйства — лесозаготовительное. После закрытия Матурского леспромхоза в B.C. остались Верхне-Сейская средняя школа, клуб, библиотека и фельдшерско-акушерский пункт.

## Население
| 2002 | 2010 |
| ---- | ---- |
| 241  | ↗242 |

## Топографические карты
- Лист карты N-45-120 Таштып. Масштаб: 1 : 100 000. Состояние местности на 1989 год. Издание 1992 г.